# محمدآباد (اسکل‌آباد، جنوب)
محمدآباد روستایی در دهستان اسکل‌آباد بخش نوک آباد شهرستان تفتان استان سیستان و بلوچستان ایران است.

## جمعیت
بر پایه سرشماری عمومی نفوس و مسکن در سال ۱۳۹۵ جمعیت این مکان ۲۰۷ نفر (۵۴خانوار) بوده‌است.